# Hammond (Maine)
Hammond és una població dels Estats Units a l'estat de Maine (EUA). Segons el cens del 2000 tenia 98 habitants.

## Demografia
Segons el cens del 2000, Hammond tenia 98 habitants, 33 habitatges, i 25 famílies. La densitat de població era d'1 habitant per km².
Dels 33 habitatges en un 42,4% hi vivien nens de menys de 18 anys, en un 60,6% hi vivien parelles casades, en un 12,1% dones solteres, i en un 24,2% no eren unitats familiars. En el 21,2% dels habitatges hi vivien persones soles el 12,1% de les quals corresponia a persones de 65 anys o més que vivien soles. El nombre mitjà de persones vivint en cada habitatge era de 2,97 i el nombre mitjà de persones que vivien en cada família era de 3,4.
Per edats la població es repartia de la següent manera: un 30,6% tenia menys de 18 anys, un 6,1% entre 18 i 24, un 25,5% entre 25 i 44, un 29,6% de 45 a 60 i un 8,2% 65 anys o més.
L'edat mediana era de 37 anys. Per cada 100 dones de 18 o més anys hi havia 94,3 homes.
La renda mediana per habitatge era de 31.000 $ i la renda mediana per família de 30.750 $. Els homes tenien una renda mediana de 27.083 $ mentre que les dones 23.125 $. La renda per capita de la població era d'11.957 $. Cap de les famílies i el 4,4% de la població estaven per davall del llindar de pobresa.